# 韩国铁道公社321000系电力动车组
韩国铁道公社321000系电力动车组（：／）是韩国铁道公社的一款通勤型电力动车组，在首都圈電鐵京義·中央線运营。

## 概况
321000系电力动车组是广域电铁的列车，是交流用车辆，列车自2006年开始在首都圈電鐵京義·中央線使用。列车客室车门为電動内藏门，每节车厢共4对车门，列车两端拥有紧急出口。本款列车共21组，配属于龙门车辆基地。

## 列车特性
和其他列车一样，本款列车同样采用IGBT-VVVF作为控制装置由日本东芝設計，由韓國宇進產電(Woojin)負責生產。

## 使用情况

### 第1批
编车为32101-32114，韩国铁道5000系的586-592号列车转让而来，以及韩国铁道6000系的601-607号列车，在初期均为10编组。其中韩国铁道5000系的586-592号列车带有交直流转换装置，在转让至首都圈电铁中央线之后，直流装置已经拆除并缩短为8节编组，本列车车内安装有LED显示屏。目前586-592号已更改为32101-32107、601-607号已更改为32108-32114。

### 第2批
编号为32115-32118，车内安装有LED显示屏及液晶电视。其中32115，32116号已经在2012年12月15日于首都圈电铁京义线服役。

### 第3批
编号为32119-32121，在首都圈电铁中央线服务区域延伸至龙门站之后投入使用，车内安装有LED显示屏及液晶电视，同時裝有單車停泊架及可摺式座椅。

### 第4批
编号为32122-32139，用于取代前三批车况不佳的列车。

## 编组

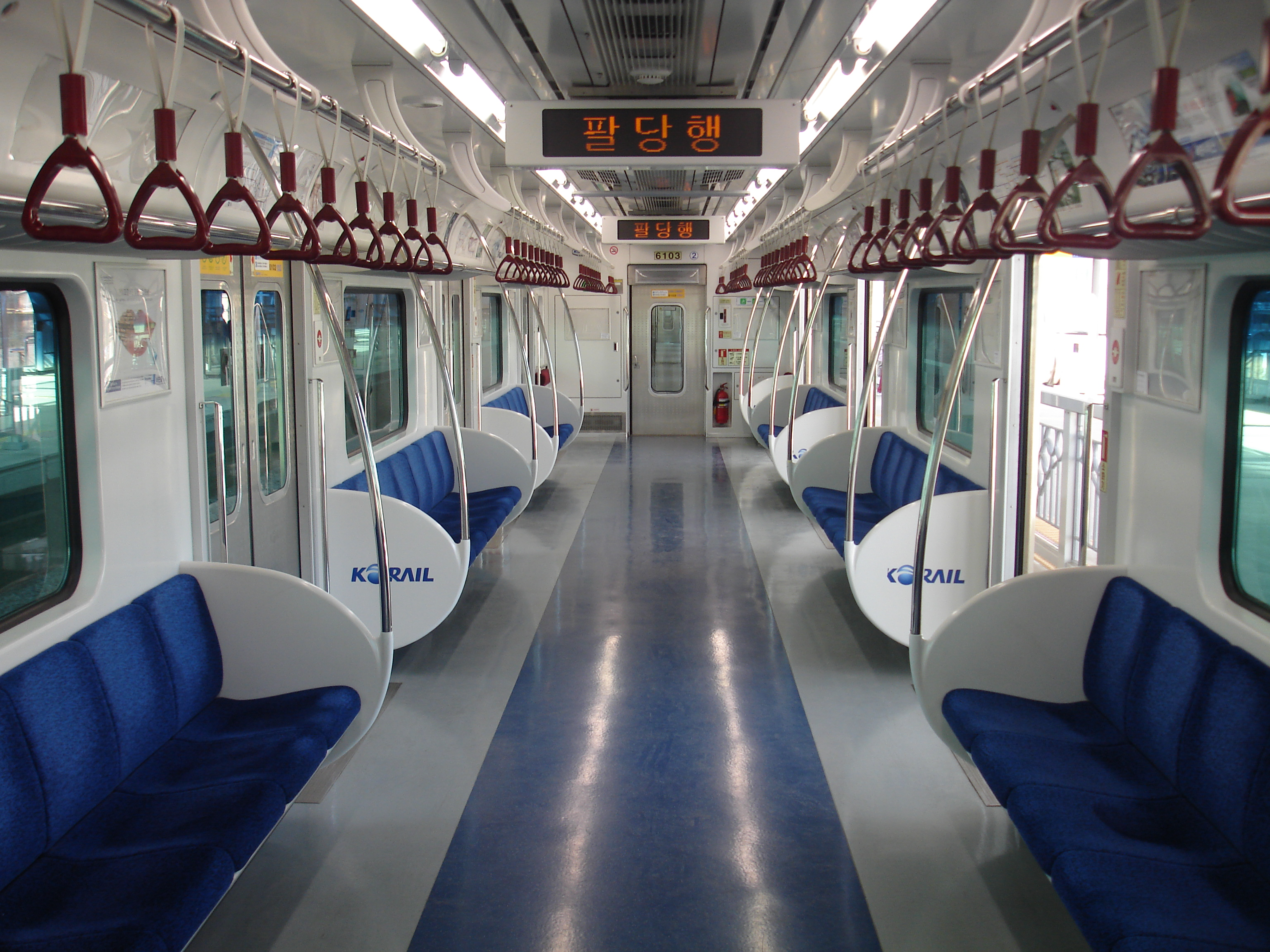
車廂內部
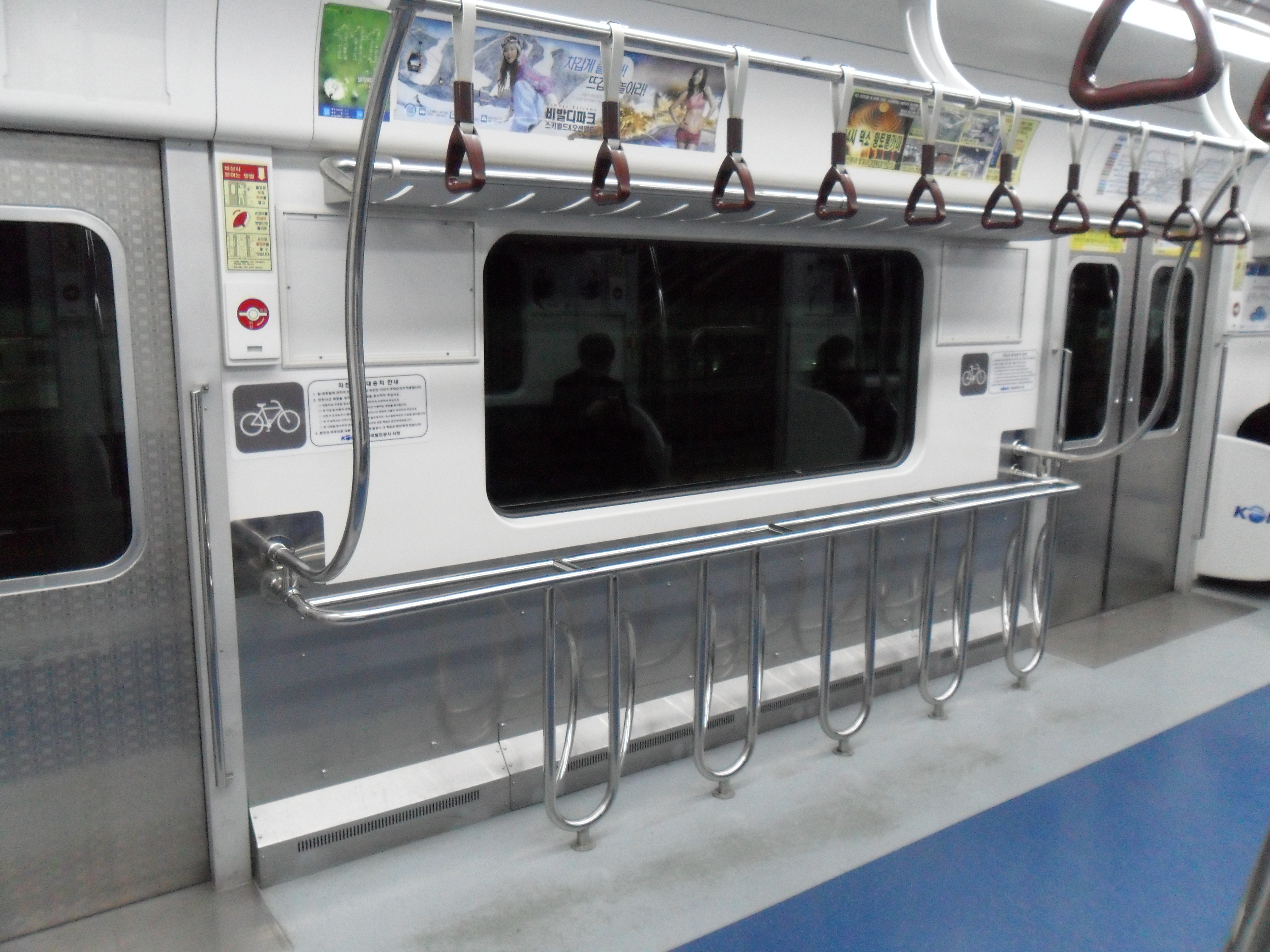
自行车停放處

|          | 321000 ←砥平方向汶山方向→ |            |            |            |            |            |            |             |
| 車廂編號 | 1                         | 2          | 3          | 4          | 5          | 6          | 7          | 8           |
| 集電弓   |                           |            | ◇◇         |            |            |            | ◇◇         |             |
| 形式區分 | 3210XX (Tc)               | 3211XX (M) | 3212XX (M) | 3213XX (T) | 3214XX (T) | 3215XX (M) | 3216XX (M) | 3219XX (Tc) |
| 动力单元 | 单元1                     | 单元1      | 单元1      | 单元1      | 单元2      | 单元2      | 单元2      | 单元2       |
| 其他設備 |                           |            |            |            |            |            |            |             |
| 安裝機器 | SIV,CP,BT                 | VVVF       | VVVF,Mtr   |            |            | VVVF       | VVVF,Mtr   | SIV,CP,BT   |
| 車輛重量 | 33.0t                     | 38.0t      | 42.0t      | 27.5t      | 27.5t      | 38.0t      | 42.0t      | 33.0t       |
| 載客量   | 148人                     | 160人      | 160人      | 160人      | 160人      | 160人      | 160人      | 148人       |

範例
- VVVF：主控制裝置（VVVF變頻器）
- Mtr：主變壓器
- SIV：靜式變流器
- CP：電動空氣壓縮機
- BT：蓄電池

编组分配情况：
- 龙门車輛基地：32101~32121

- 車廂內部
- 自行车停放處

## 6、8编组混行
由于其他列车的扩编需要，韩国铁道公社已于2011年10月1日开始计划对部分车辆进行编组缩减，由原来的8编组改为6编组。第1次列车改造工程已于2011年10月5日至6日开始，改造涉及到的车辆编号为32120和32121，已于2012年5月31日和6月1日全部改造结束。第2次计划于2014年开始改造，计划剩余的车厢将会调拨至311000系列车中，以增强京仁线运力。但是因为受到乘客的对列车过于拥挤的不满，所以重造相同的车厢插入回被缩减的列车里面。现时均以8节编组运营。